# Konstantin Schlottmann
Konstantin Schlottmann (* 7. März 1819 in Minden, Ostwestfalen, als Christoph Wilhelm Constantin Schlottmann; † 8. November 1887 in Halle (Saale)) war ein deutscher evangelischer Theologe.

Konstantin Schlottmann

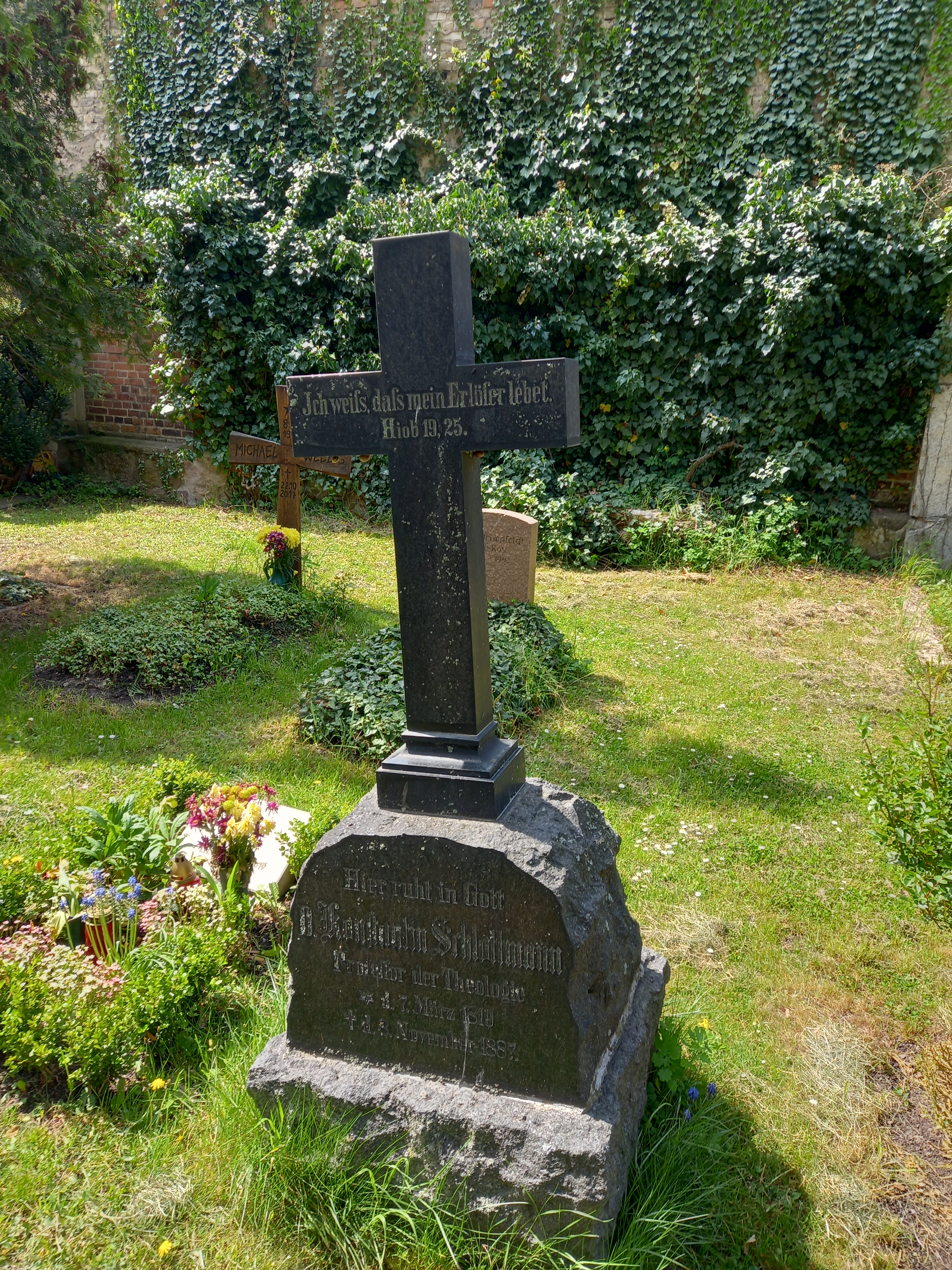
Das Grab von Konstantin Schlottmann auf dem evangelischen Laurentiusfriedhof in Halle

## Leben
Schlottmann studierte an der Friedrich-Wilhelms-Universität in Berlin Philologie, Philosophie und evangelische Theologie und beendete das Studium mit der Promotion. Anschließend besuchte er das Predigerseminar in Wittenberg. Zurück in Berlin konnte er sich 1847 in „alttestamentlicher Theologie“ habilitieren.
Die politisch unruhige Zeit der Jahre 1848/49 verbrachte Schlottmann als Prediger an verschiedenen Kirchen. 1850 wurde er als Gesandtschaftsprediger an die evangelische Gemeinde von Konstantinopel berufen. Als solcher begann er seine Eindrücke und Erlebnisse in lyrischer Form zu veröffentlichen.
1855 nahm Schlottmann einen Ruf als Ordinarius für neutestamentliche Exegese an die Universität Zürich an. 1858 wechselte er an die Universität Bonn und 1866 an die Universität Halle.
Um 1884 legte Schlottmann nacheinander seine Ämter nieder und zog sich ins Privatleben zurück. Er verstarb am 8. November 1887, im Alter von 68 Jahren, in Halle und wurde auf dem Laurentiusfriedhof bestattet.

## Veröffentlichungen (Auswahl)
- Ghaselen vom Bosporus. Constantinopel 1854.
- Ueber die Grabschriften des Eschmunazar. In: Zeitschrift der Deutschen Morgenländischen Gesellschaft, Band 10. 1856. S. 407–431 (Digitalisat).
- Ueber die Bedeutungen der türkischen Verbalformen. In: Zeitschrift der Deutschen Morgenländischen Gesellschaft, Band 11. 1857. S. 1–49 (Digitalisat).
- Die Inschrift Eschmunazars, Königs der Sidonier, geschichtlich und sprachlich erklärt. Halle 1868 (online)